# إيلدر خوسيه فيغيروا
إيلدر خوسيه فيغيروا (بالإسبانية: Elder Figueroa)‏ (14 أكتوبر 1980 في كولومبيا - ) هو لاعب كرة قدم كولومبي وسلفادوري في مركز الدفاع. شارك مع منتخب السلفادور لكرة القدم. أما مع النوادي، فقد لعب مع C.D. Aspirante ‏ ونادي أليانزا ‏ وC.D. Vista Hermosa ‏ ونادي سانتانيكوس أسوشيتد وأونسي مونيسيبال ‏ وAtlético Balboa ‏ وC.D. Fuerte San Francisco ‏ وC.D. UDET ‏ وC.D. Inca Súper Flat ‏ وريال قرطاجنة وTigres F.C. ‏.

## وصلات خارجية
- إيلدر خوسيه فيغيروا على موقع قاعدة بيانات كرة القدم.إي يو (الإنجليزية)